# 圣弗朗西斯科梅嫩德斯
13°51′N 90°1′W / 13.850°N 90.017°W
圣弗朗西斯科梅嫩德斯（西班牙語：San Francisco Menéndez）是薩爾瓦多的城鎮，位於該國西部，由阿瓦查潘省負責管轄，面積226.13平方公里，海拔高度224米，2007年人口44,967，人口密度每平方公里198.85人。